# Гинтеров дик-дик
Гинтеров дик-дик (лат. Madoqua guentheri) је врста сисара из реда папкара (Artiodactyla) и породице шупљорожаца (Bovidae).

## Распрострањење
Врста има станиште у Етиопији, Кенији, Сомалији, Судану и Уганди.

## Станиште
Гинтеров дик-дик има станиште на копну.
Врста је по висини распрострањена од нивоа мора до 2.100 метара надморске висине.

## Угроженост
Ова врста није угрожена, и наведена је као последња брига јер има широко распрострањење.

### Популациони тренд
Популација ове врсте је стабилна, судећи по доступним подацима.